# 1698
1698. је била проста година.

## Догађаји

### Октобар
- 11. октобар — Споразум у Ден Хагу